# Hyperplan d'appui
Cet article court présente un sujet plus développé dans : Séparation des convexes.
Pour {\displaystyle A} partie d'un espace vectoriel sur {\displaystyle \mathbb {R} } et {\displaystyle x_{0}} élément de {\displaystyle A}, on dit qu'un hyperplan affine {\displaystyle H} est un hyperplan d'appui de {\displaystyle A} en {\displaystyle x_{0}} lorsque {\displaystyle x_{0}} appartient à {\displaystyle H} et {\displaystyle A} est inclus dans un des demi-espaces limités par {\displaystyle H}.